# 2023년 동남아시아 경기 대회
2023년 동남아시아 경기 대회는 2023년 5월 5일부터 5월 17일까지 캄보디아에서 개최된 동남아시아 경기 대회이다. 프놈펜를 비롯한 여러 도시에서 개최되었다.

## 참가국
- 캄보디아 (개최국)
- 동티모르
- 라오스
- 말레이시아
- 미얀마
- 베트남
- 브루나이
- 싱가포르
- 인도네시아
- 태국
- 필리핀

## 메달 집계
| 순위 | 국가       | 금메달 | 은메달 | 동메달 | 합계 |
| ---- | ---------- | ------ | ------ | ------ | ---- |
| 1    | 베트남     | 136    | 105    | 114    | 355  |
| 2    | 태국       | 108    | 96     | 108    | 312  |
| 3    | 인도네시아 | 87     | 80     | 109    | 276  |
| 4    | 캄보디아   | 81     | 74     | 127    | 282  |
| 5    | 필리핀     | 58     | 86     | 116    | 260  |
| 6    | 싱가포르   | 51     | 42     | 64     | 157  |
| 7    | 말레이시아 | 34     | 45     | 96     | 175  |
| 8    | 미얀마     | 21     | 25     | 68     | 114  |
| 9    | 라오스     | 6      | 22     | 60     | 88   |
| 10   | 브루나이   | 2      | 1      | 6      | 9    |
| 11   | 동티모르   | 0      | 0      | 8      | 8    |